# Donald Royal
Donald Adam Royal (New Orleans, 22 maggio 1966) è un ex cestista statunitense, professionista nella NBA e in Israele.

## Carriera
È stato selezionato dai Cleveland Cavaliers al terzo giro del Draft NBA 1987 (52ª scelta assoluta).

## Statistiche

### College
| Anno      | Squadra             | PG  | PT | MP   | TC%  | 3P% | TL%  | RP  | AP  | PRP | SP  | PP   |
| --------- | ------------------- | --- | -- | ---- | ---- | --- | ---- | --- | --- | --- | --- | ---- |
| 1983-1984 | Notre Dame F. Irish | 31  | -  | 13,1 | 59,4 | -   | 62,2 | 2,3 | 0,2 | 0,4 | 0,1 | 3,4  |
| 1984-1985 | Notre Dame F. Irish | 30  | -  | 28,3 | 49,7 | -   | 78,2 | 5,5 | 0,6 | 0,6 | 0,3 | 9,1  |
| 1985-1986 | Notre Dame F. Irish | 28  | 28 | 27,8 | 58,3 | -   | 76,6 | 4,9 | 0,8 | 1,1 | 0,2 | 10,6 |
| 1986-1987 | Notre Dame F. Irish | 28  | -  | 36,7 | 57,6 | -   | 82,0 | 7,0 | 1,3 | 1,0 | 0,4 | 15,8 |
| Carriera  | Carriera            | 117 | 28 | 26,1 | 56,0 | -   | 78,0 | 4,9 | 0,7 | 0,8 | 0,2 | 9,5  |

### NBA

#### Regular Season
| Anno      | Squadra            | PG  | PT | MP   | TC%  | 3P% | TL%  | RP  | AP  | PRP | SP  | PP   |
| --------- | ------------------ | --- | -- | ---- | ---- | --- | ---- | --- | --- | --- | --- | ---- |
| 1989-1990 | Minnesota T'wolves | 66  | 0  | 11,3 | 45,9 | 0,0 | 77,7 | 2,1 | 0,7 | 0,5 | 0,1 | 5,9  |
| 1991-1992 | San Antonio Spurs  | 60  | 4  | 12,0 | 44,9 | -   | 69,2 | 2,1 | 0,6 | 0,4 | 0,1 | 4,2  |
| 1992-1993 | Orlando Magic      | 77  | 0  | 21,2 | 49,6 | 0,0 | 81,5 | 3,8 | 1,0 | 0,5 | 0,3 | 9,2  |
| 1993-1994 | Orlando Magic      | 74  | 0  | 18,3 | 50,1 | 0,0 | 74,0 | 3,4 | 0,8 | 0,7 | 0,2 | 7,4  |
| 1994-1995 | Orlando Magic      | 70  | 68 | 26,3 | 47,5 | 0,0 | 74,6 | 4,0 | 2,8 | 0,6 | 0,2 | 9,1  |
| 1995-1996 | Orlando Magic      | 64  | 7  | 15,0 | 49,1 | 0,0 | 76,2 | 2,4 | 0,7 | 0,5 | 0,2 | 5,3  |
| 1996-1997 | Orlando Magic      | 1   | 1  | 29,0 | 40,0 | -   | 100  | 1,0 | 1,0 | 0,0 | 0,0 | 12,0 |
| 1996-1997 | G.S. Warriors      | 36  | 1  | 14,1 | 38,5 | 0,0 | 79,5 | 2,6 | 0,4 | 0,3 | 0,3 | 3,8  |
| 1996-1997 | Charlotte Hornets  | 25  | 2  | 12,8 | 52,5 | -   | 80,0 | 2,3 | 0,4 | 0,5 | 0,1 | 2,8  |
| 1997-1998 | Orlando Magic      | 2   | 0  | 9,0  | 16,7 | -   | 75,0 | 2,0 | 0,5 | 0,5 | 0,0 | 2,5  |
| 1997-1998 | Charlotte Hornets  | 29  | 5  | 10,5 | 38,1 | -   | 89,7 | 1,3 | 0,6 | 0,2 | 0,0 | 2,6  |
| Carriera  | Carriera           | 504 | 88 | 16,8 | 47,3 | 0,0 | 77,0 | 2,8 | 1,0 | 0,5 | 0,2 | 6,3  |

#### Playoffs
| Anno     | Squadra           | PG | PT | MP   | TC%  | 3P% | TL%  | RP  | AP  | PRP | SP  | PP  |
| -------- | ----------------- | -- | -- | ---- | ---- | --- | ---- | --- | --- | --- | --- | --- |
| 1992     | San Antonio Spurs | 3  | 2  | 19,0 | 55,6 | -   | 55,6 | 4,0 | 0,0 | 0,7 | 0,7 | 5,0 |
| 1994     | Orlando Magic     | 3  | 0  | 15,0 | 42,9 | -   | 75,0 | 1,3 | 1,7 | 0,3 | 0,0 | 7,0 |
| 1995     | Orlando Magic     | 18 | 6  | 11,0 | 33,3 | -   | 75,0 | 1,1 | 0,5 | 0,2 | 0,0 | 2,1 |
| 1996     | Orlando Magic     | 7  | 0  | 13,1 | 58,3 | -   | 68,8 | 1,6 | 0,1 | 0,0 | 0,1 | 3,6 |
| 1997     | Charlotte Hornets | 1  | 0  | 4,0  | 0,0  | -   | -    | 2,0 | 0,0 | 0,0 | 0,0 | 0,0 |
| 1998     | Charlotte Hornets | 4  | 0  | 7,0  | 42,9 | -   | 75,0 | 1,0 | 0,3 | 0,0 | 0,0 | 2,3 |
| Carriera | Carriera          | 36 | 8  | 11,8 | 42,1 | -   | 70,5 | 1,4 | 0,4 | 0,2 | 0,1 | 3,0 |

## Palmarès
- Campionato israeliano: 1

Maccabi Tel Aviv: 1990-91
- Coppa di Israele: 1

Maccabi Tel Aviv: 1990-91